# گریس‌وود (آریزونا)
گریس‌وود (به انگلیسی: Greasewood) یک منطقهٔ مسکونی در ایالات متحده آمریکا است که در شهرستان ناواهو، آریزونا واقع شده‌است. گریس‌وود ۱۳٫۸۵ کیلومتر مربع مساحت و ۶۵٬۲۷۵ نفر جمعیت دارد و ۱٬۸۰۱ متر بالاتر از سطح دریا قرار دارد.